# Europese kampioenschappen indooratletiek 2005
De Europese kampioenschappen indooratletiek 2005 werden van 4 tot en met 6 maart 2005 gehouden in het Palacio de Deportes in de Spaanse hoofdstad Madrid. Het was de vierde en vooralsnog laatste maal dat de kampioenschappen in Spanje werden gehouden. In 1986 was het kampioenschap ook al in het Palacio de Deportes gehouden.

## Medailles

### Mannen
| Onderdeel            | Goud                                                           | Goud    | Zilver                                                                             | Zilver  | Brons                                                                           | Brons   |
| -------------------- | -------------------------------------------------------------- | ------- | ---------------------------------------------------------------------------------- | ------- | ------------------------------------------------------------------------------- | ------- |
| 60 m                 | Jason Gardener Verenigd Koninkrijk                             | 6,55    | Ronald Pognon Frankrijk                                                            | 6,62    | Kostjantyn Vasjoekov Oekraïne                                                   | 6,62    |
| 200 m                | Tobias Unger Duitsland                                         | 20,53   | Christopher Lambert Verenigd Koninkrijk                                            | 20,69   | Marcin Urbaś Polen                                                              | 21,04   |
| 400 m                | David Gillick Ierland                                          | 46,30   | David Canal Spanje                                                                 | 46,64   | Sebastian Gatzka Duitsland                                                      | 46,88   |
| 800 m                | Dmitri Bogdanov Rusland                                        | 1.48,61 | Antonio Manuel Reina Spanje                                                        | 1.48,76 | Juan de Dios Jurado Spanje                                                      | 1.49,11 |
| 1500 m               | Ivan Hesjko Oekraïne                                           | 3.36,70 | Juan Carlos Higuero Spanje                                                         | 3.37,98 | Reyes Estévez Spanje                                                            | 3.38,90 |
| 3000 m               | Alistair Ian Cragg Ierland                                     | 7.46,32 | John Mayock Verenigd Koninkrijk                                                    | 7.51,46 | Reyes Estévez Spanje                                                            | 7.51,65 |
| 4x400 m              | Frankrijk Richard Maunier Rémi Wallard Brice Panel Marc Raquil | 3.07,90 | Verenigd Koninkrijk Dale Garland Daniel Cossins Richard Davenport Gareth Warburton | 3.09,53 | Rusland Andrej Poloekejev Aleksandr Oesov Dmitri Forsjev Aleksandr Borsjtsjenko | 3.09,63 |
| 60 m horden          | Ladji Doucouré Frankrijk                                       | 7,50    | Felipe Vivancos Spanje                                                             | 7,61    | Robert Kronberg Zweden                                                          | 7,65    |
| Verspringen          | Joan Lino Martínez Spanje                                      | 8,37    | Bogdan Țăruș Roemenië                                                              | 8,14    | Volodymyr Zjoeskov Oekraïne                                                     | 7,99    |
| Hink-stap-springen   | Igor Spasovchodski Rusland                                     | 17,20   | Mykola Savolajnen Oekraïne                                                         | 17,01   | Aleksandr Petrenko Rusland                                                      | 16,98   |
| Hoogspringen         | Stefan Holm Zweden                                             | 2,40    | Jaroslav Rybakov Rusland                                                           | 2,38    | Pavel Fomenko Rusland                                                           | 2,32    |
| Polsstokhoogspringen | Igor Pavlov Rusland                                            | 5,90    | Denys Joertsjenko Oekraïne                                                         | 5,85    | Tim Lobinger Duitsland                                                          | 5,80    |
| Kogelstoten          | Joachim Olsen Denemarken                                       | 21,19   | Rutger Smith Nederland                                                             | 20,79   | Manuel Martínez Spanje                                                          | 20,51   |
| Zevenkamp            | Roman Šebrle Tsjechië                                          | 6232    | Aleksandr Pogorelov Rusland                                                        | 6111    | Roland Schwarzl Oostenrijk                                                      | 6064    |

### Vrouwen
| Onderdeel            | Goud                                                                          | Goud    | Zilver                                                                         | Zilver  | Brons                                                                           | Brons   |
| -------------------- | ----------------------------------------------------------------------------- | ------- | ------------------------------------------------------------------------------ | ------- | ------------------------------------------------------------------------------- | ------- |
| 60 m                 | Kim Gevaert België                                                            | 7,16    | Georgia Kokloni Griekenland                                                    | 7,18    | Maria Karastamati Griekenland                                                   | 7,25    |
| 200 m                | Ivet Lalova-Collio Bulgarije                                                  | 22,91   | Karin Mayr-Krifka Oostenrijk                                                   | 22,94   | Jacqueline Poelman Nederland                                                    | 23,42   |
| 400 m                | Svetlana Pospelova Rusland                                                    | 50,41   | Svjatlana Voesovitsj Wit-Rusland                                               | 50,55   | Irina Rosichina Rusland                                                         | 52,05   |
| 800 m                | Larisa Tsjzjao Rusland                                                        | 1.59,97 | Mayte Martínez Spanje                                                          | 2.00,52 | Natalja Tsyganova Rusland                                                       | 2.01,62 |
| 1500 m               | Elena Antoci Roemenië                                                         | 4.03,09 | Corina Dumbrăvean Roemenië                                                     | 4.05,88 | Hind Dehiba-Chahyd Frankrijk                                                    | 4.07,20 |
| 3000 m               | Lidia Chojecka Polen                                                          | 8.43,76 | Susanne Pumper Oostenrijk                                                      | 8.47,74 | Sabrina Mockenhaupt Duitsland                                                   | 8.47,76 |
| 4x400 m              | Rusland Tatjana Ljovina Joelia Petsjonkina Irina Rosichina Svetlana Pospelova | 3.28,00 | Polen Anna Pacholak-Guzowska Monika Bejnar Marta Chrust-Rożej Małgorzata Pskit | 3.29,37 | Verenigd Koninkrijk Melanie Purkiss Donna Fraser Catherine Murphy Lee McConnell | 3.29,81 |
| 60 m horden          | Susanna Kallur Zweden                                                         | 7,80    | Jenny Kallur Zweden                                                            | 7,99    | Kirsten Bolm Duitsland                                                          | 8,00    |
| Hink-stap-springen   | Viktoria Valjoekevitsj Rusland                                                | 14,74   | Magdelín Martínez Italië                                                       | 14,54   | Carlota Castrejana Spanje                                                       | 14,45   |
| Verspringen          | Naide Gomes Portugal                                                          | 6,70    | Styliani Pilatou Griekenland                                                   | 6,64    | Adina Anton Roemenië                                                            | 6,59    |
| Hoogspringen         | Anna Tsjitsjerova Rusland                                                     | 2,01    | Ruth Beitia Spanje                                                             | 1,99    | Venelina Veneva Bulgarije                                                       | 1,97    |
| Polsstokhoogspringen | Jelena Isinbajeva Rusland                                                     | 4,90    | Anna Rogowska Polen                                                            | 4,75    | Monika Pyrek Polen                                                              | 4,70    |
| Kogelstoten          | Nadzeja Astaptsjoek Wit-Rusland                                               | 19,37   | Krystyna Zabawska Polen                                                        | 18,96   | Olga Rjabinkina Rusland                                                         | 18,83   |
| Vijfkamp             | Carolina Klüft Zweden                                                         | 4948    | Kelly Sotherton Verenigd Koninkrijk                                            | 4733    | Natalia Dobrynska Oekraïne                                                      | 4667    |

### Medailleklassement
| Plaats | Land                | Goud | Zilver | Brons | Totaal |
| 1      | Rusland             | 9    | 2      | 6     | 17     |
| 2      | Zweden              | 3    | 1      | 1     | 5      |
| 3      | Frankrijk           | 2    | 1      | 1     | 4      |
| 4      | Ierland             | 2    | 0      | 0     | 2      |
| 5      | Spanje              | 1    | 6      | 5     | 12     |
| 6      | Verenigd Koninkrijk | 1    | 4      | 1     | 6      |
| 7      | Polen               | 1    | 3      | 2     | 6      |
| 8      | Oekraïne            | 1    | 2      | 3     | 6      |
| 9      | Roemenië            | 1    | 2      | 1     | 4      |
| 10     | Wit-Rusland         | 1    | 1      | 0     | 2      |
| 11     | Duitsland           | 1    | 0      | 4     | 5      |
| 12     | Bulgarije           | 1    | 0      | 1     | 2      |
| 13     | België              | 1    | 0      | 0     | 1      |
| 13     | Denemarken          | 1    | 0      | 0     | 1      |
| 13     | Portugal            | 1    | 0      | 0     | 1      |
| 13     | Tsjechië            | 1    | 0      | 0     | 1      |
| 17     | Griekenland         | 0    | 2      | 1     | 3      |
| 17     | Oostenrijk          | 0    | 2      | 1     | 3      |
| 19     | Nederland           | 0    | 1      | 1     | 2      |
| 20     | Italië              | 0    | 1      | 0     | 1      |
| Totaal | Totaal              | 28   | 28     | 28    | 84     |

1970 ·
1971 ·
1972 ·
1973 ·
1974 ·
1975 ·
1976 ·
1977 ·
1978 ·
1979 ·
1980 ·
1981 ·
1982 ·
1983 ·
1984 ·
1985 · 
1986 · 
1987 · 
1988 · 
1989 · 
1990 · 
1992 · 
1994 · 
1996 · 
1998 · 
2000 · 
2002 · 
2005 · 
2007 · 
2009 ·
2011 ·
2013 ·
2015 ·
2017 ·
2019 ·
2021 ·
2023 ·
2025
Belgische medaillewinnaars · Nederlandse medaillewinnaars